# ويليام دوغلاس ماكنزي
ويليام دوغلاس ماكنزي (بالإنجليزية: William Douglas Mackenzie)‏ هو كاتب أمريكي، ولد في 16 يوليو 1859، وتوفي في 1936.